# Torre d'en Fàbregues
La Torre d'en Fàbregues és una obra del municipi de Constantí (Tarragonès) protegida com a bé cultural d'interès local.

## Descripció
Situada entre el camí Ral i la carretera de Sant Ramon. Fou construït l'any 1916 per Evarist Fàbregues, en el moment de la seva puixança econòmica.
L'aspecte més destacat de l'edifici és la torratxa que està col·locada a la dreta de la façana, la seva planta és quadrada però l'acabament és dodecagonal, construït amb fusta i manises de color blaves. L'edifici presenta planta baixa i u pis amb balconada que ressegueix tota la façana amb balustrada a sobre tot el traçat de la masia.
La planta de la masia presenta façana plana que s'obre en dues ales a la part del darrere, amb un rètol interessant a la façana, escrit en lletres modernistes, on es llegeix "Masia Teresa".